# Tu Sen-jen
Du Shenyan (kínai:  杜審言; pinyin: Dù Shěnyán; magyar népszerű: Tu Sen-jen; kb. 646-708). Kínai költő a korai Tang-dinasztia idején. A költőóriás, Tu Fu (Du Fu) nagyapja.

## Élete
Tu Sen-jen (Du Shenyan) életéről viszonylag kevés megbízható adat ál a rendelkezésünkre. Annyi bizonyos, hogy előkelő konfuciánus család sarja, Tu Fu (Du Fu) nagyapja volt. Sok forrás tévesen Tu Fu (Du Fu) apjaként emlegeti. Magas hivatalokat viselt, ám ismeretlen ok miatt a délvidékre száműzték, s élete hátralevő részét a mai Észak-Vietnam területén töltötte. A saját korábban sokkal népszerűbb és ismertebb volt, mint amennyire az utókor emlékszik rá. Nevét olyan kortársaival együtt emlegették, mint Sen Csüan-csi (Shen Quanqi) 沈佺期 (kb. 650-729) vagy Szung Cse-ven (Song Zhiwen) 宋之問 (kb.650 – kb. 712).

## Költészete
A források tanúsága szerint Tu Sen-jen (Du Shenyan) művei eredetileg 10 kötetet tettek ki, melynek zöme mára elveszett. Műveinek legkorábbi gyűjteménye a Szung (Song)-dinasztia idejéből származik, amely összesen 43 versét tartalmazza. Ugyanezek a versek kaptak helyet  A Tang-kor össze verse című gyűjteményben is. leginkább az öt szótagos ritmikus versformában (lü-si (lüshi)) jeleskedett, amelyből a legtöbb verse is – szám szerint 28 fennmaradt. Ide tartozik legismertebb költeménye is, a Ho Csinling lu cseng cao csun ju vang (He Jinling lu cheng zao chun you wang) 和晉陵路丞早春遊望, amely helyet kapott A Tang-kor 300 verse című antológiában is. Költészetére a magány érzésének kifejezése jellemző.

## Fordítások
A Tang-kor 300 verse című antológiában szereplő, nyugaton is legnépszerűbb versét a Vándor tavaszi dala címen Kosztolányi Dezső fordította magyarra, amely máig Tu Sen-jen (Du Shenyan) egyetlen magyarul is olvasható költeménye. Kosztolányi forrása az amerikai költő, műfordító Harold Witter Bynner (1881-1968) On a Walk in the Early Spring Harmonizing a Poem By my Friend Lu Stationed at Changzhou angol címet viselő fordítása volt, épp ezért a magyar fordítás sok helyen drasztikusan eltér az eredeti kínai verstől nem csak tartalmilag, de szerkezetében is:
Kosztolányi Dezső fordítása:
Ki tud a földön az örök csodákról

s arról, mi szép? Más senki, csak a Vándor.
 
A szél fehér, piros felhőket űz,
 
tavaszt jelent a szilvafa, a fűz.
 
A forró légbe fölszáll egy aranybegy,
 
nádas ragyog a vízbe, mint aranyhegy.

Egyszerre hallok egy vén éneket

és hazavágyom, könnyem megered.
H. W. Bynner fordítása:
Only to wanderers can come

Ever new the shock of beauty,
 
Of white cloud and red cloud dawning from the sea,
 
Of spring in the wild-plum and river-willow...
 
I watch a yellow oriole dart in the warm air,
 
And a green water- plant reflected by the sun.
 
Suddenly an old song fills

My heart with home, my eyes with tears.
Az eredeti kínai vers:
獨有宦遊人， 偏驚物候新。
 
雲霞出海曙， 梅柳渡江春。
 
淑氣催黃鳥， 晴光轉綠蘋。
 
忽聞歌古調， 歸思欲霑巾。